# Strojnogłowik górski
Strojnogłowik górski (Arremon perijanus) – gatunek małego ptaka z rodziny pasówek (Passerellidae). Opisany po raz pierwszy w 1940. Występuje endemicznie w górach Serranía de Perijá na pograniczu Wenezueli i Kolumbii. Jest gatunkiem najmniejszej troski.

## Systematyka
Takson ten po raz pierwszy zgodnie z zasadami nazewnictwa binominalnego opisali W.H. Phelps Sr. i Ernest Thomas Gilliard, nadając mu nazwę Atlapetes torquatus perijanus, czyli uznając go za podgatunek strojnogłowika obrożnego. Opis ukazał się w 1940 roku w „American Museum Novitates”; jako miejsce typowe autorzy wskazali La Sabana, Zulia w Wenezueli. Początkowo strojnogłowik górski zaliczany był do rodzaju Atlapetes, potem do nieuznawanego już Buarremon. Obecnie zaliczany jest do rodzaju Arremon. Nie wyróżnia się podgatunków.

### Etymologia
- Arremon: gr. αρρημων arrhēmōn, αρρημονος arrhēmonos „cichy, bez mowy”, od negatywnego przedrostka α- a-; ῥημων rhēmōn, ῥημονος rhēmonos „mówca”, od ερω erō „będę mówić”, od λεγω legō „mówić”[10].
- perijanus: od gór Serranía de Perijá[11].

## Morfologia
Nieduży ptak ze średniej wielkości, dosyć długim dziobem w kolorze czarnym. Tęczówki od kasztanowobrązowych do ciemnoczerwonych. Nogi czarniawe. Brak dymorfizmu płciowego. Góra głowy i twarz czarne z trzema szarymi, średniej szerokości paskami – środkowym paskiem ciemieniowym oraz paskami nad łukami brwiowymi, rozciągającymi się od górnej części dzioba do tyłu szyi, gdzie przechodzą w rodzaj kołnierzyka o tym samym kolorze. Gardło, podgardle i podbródek białe, w dolnej części szyi wąski czarny pasek, tworzący jakby półobrożę. Górna część ciała, skrzydła i ogon oliwkowozielone. Białawe upierzenie brzucha przechodzi w szarawe, a następnie w szaro-cynamonowe na bokach. Długość ciała z ogonem: 19 cm.

## Zasięg występowania
Strojnogłowik górski jest endemitem gór Serranía de Perijá w północno-zachodniej Wenezueli i północnej Kolumbii. Jest gatunkiem osiadłym. Jego zasięg występowania według szacunków organizacji BirdLife International obejmuje 6,9 tys. km².

## Ekologia
Głównym habitatem strojnogłowika górskiego jest runo leśne i podszyt wilgotnego lasu górskiego, zwłaszcza w pobliżu jego obrzeży; występuje na wysokościach od 700 do 1900 m n.p.m.
Brak informacji o diecie tego gatunku. Wiadomo tylko, że żeruje na ziemi, przeszukując dziobem ściółkę. Występuje pojedynczo lub w parach. Długość pokolenia jest określana na 3,8 lat.

### Rozmnażanie
Niewiele wiadomo o rozmnażaniu tego gatunku. Ptaki w kondycji lęgowej obserwowano pomiędzy lutym a sierpniem.

## Status
W Czerwonej księdze gatunków zagrożonych IUCN strojnogłowik górski jest klasyfikowany jako gatunek najmniejszej troski (LC – Least Concern). Liczebność populacji nie jest określona, zaś jej trend jest uznawany za stabilny.